# Jewhenij Czepurnenko
Jewhenij Kostiantynowycz Czepurnenko, ukr. Євгеній Костянтинович Чепурненко (ur. 6 września 1989 w Berdiańsku) – ukraiński piłkarz, grający na pozycji napastnika.

## Kariera piłkarska

### Kariera klubowa
Wychowanek klubów Łokomotyw-MSM-OMIKS Kijów, Widradny Kijów i Kniaża Szczasływe, barwy których bronił w juniorskich mistrzostwach Ukrainy (DJuFL). W 2006 rozpoczął karierę piłkarską w Kniażej Szczasływe. Potem występował również w FK Lwów. Latem 2011 przeszedł do FK Sewastopol. Na początku 2012 został piłkarzem Desny Czernihów. Latem 2014 zasilił skład FK Ołeksandrija. W lipcu następnego roku wrócił do Desny Czernihów. 18 stycznia 2018 został piłkarzem Heliosu Charków. 1 lipca 2018 przeszedł do Wołyni Łuck, ale już 15 sierpnia 2018 zasilił skład Dniapra Mohylew, w którym grał do grudnia 2018. 1 lutego 2019 zasilił skład Ahrobiznesu Wołoczyska.